# Pierre de Cohorn
 (juillet 2023).
Si vous disposez d'ouvrages ou d'articles de référence ou si vous connaissez des sites web de qualité traitant du thème abordé ici, merci de compléter l'article en donnant les références utiles à sa vérifiabilité et en les liant à la section « Notes et références ».
Pierre de Cohorn est un noble suédois né à Uppsala vers 1415 et mort à Avignon le 10 juillet 1479.

## Biographie
Pierre de Cohorn, issu de la famille de Coehorn est le fils de Toussaint Helge Cohorn (1402-1450), général de la cavalerie suédoise, et de Yolande Munck. Il est le frère de Christian-Frédéric Cohorn (1420-1473), gouverneur d'Uppsala en 1443.
Pierre de Cohorn a contribué à l'élection du roi Christian Ier de Danemark (1426-1481) comme roi de Suède en 1457, après la mort sans héritier du roi Christophe III en 1448 et le règne de Charles VIII. Ce dernier a dû abandonner le trône de Suède sous la pression de l'opposition nobiliaire menée par l'archevêque d'Uppsala Jöns Bengtsson Oxenstierna (1417-1467) et le clergé. Christian Ier pour le remercier pour son soutien, lui a donné les charges de chambellan et de général des troupes de la Couronne de Suède. Christian Ier est chassé du trône de Suède à la suite de l'insurrection est menée en 1464 par le jeune évêque Kettil Karlsson Vasa (1433-1465) de Linköping qui rétablit Karl Knutsson, Charles VIII, comme roi de Suède en 1464 avant d'être de nouveau chassé par l'archevêque d'Uppsala en 1465 qui assure la régence du royaume de Suède jusqu'en 1467. Karl Knutsson est de nouveau choisi comme roi de Suède grâce à l'appui de son gendre Ivar Axelsson Tott et de son frère Erik Axelsson Tott mais il n'a pas réussi à pacifier le royaume. À la mort de Charles VIII, en 1470, c'est son neveu, Sten Sture l'Ancien (1440-1503), qui est choisi comme régent du royaume de Suède. Ce dernier a battu le 10 octobre 1471 les armées suédoises et danoises de Christian Ier du Danemark lors de la bataille de Brunkeberg. Christian Ier y a été sérieusement blessé.
Christian Ier doit quitter la Suède et se retirer au Danemark. Pierre de Cohorn le suit. Avec le roi du Danemark, il se rend à Lorette puis à Rome où le roi vient chercher l'appui du pape Sixte IV.
Il serait revenu avec le roi au Danemark, mais la jalousie l'a entraîné à se battre en duel avec le fils du comte de Schulemberg, favori roi, qu'il tue. Il encourut alors la disgrâce du roi. Il choisit cependant de lui rester fidèle en refusant d'aller en Suède où son frère est gouverneur d'Uppsala. Le neveu du pape, Julien de La Rovere, le futur pape Jules II, évêque de Lausanne puis de Carpentras et archevêque d'Avignon en 1474, lui a offert asile et protection s'il acceptait de le suivre dans le Comtat Venaissin. Il s'est installé à Avignon.
Il a eu, de son mariage au Danemark avec Hélène Kaplendon (né vers 1429), Jean de Cohorn (vers 1461-Mazan,1519). Après avoir marié son fils, en 1475, avec Agnès de Rhotis (ou de Rhodes), il s'est retiré au monastère de Montfavet occupé par les chanoines de Saint-Ruf. Il a rédigé son testament le 18 mars 1479. Il y est mort le 10 juillet 1479 dans l'inscription sur la tombe. 
Le monastère de Montfavet a été pillé et brûlé en 1562 par les troupes du baron des Adrets. Le mauvais état de l'église avait fait placer son tombeau dans une chapelle construite par le cardinal Bertrand de Montfavès, près de la tour d'Espagne, où il est retrouvé le 6 février 1741. La sépulture était couverte d'une table de marbre de 3 m de lon par 1 m de large sur laquelle se trouve un chevalier couché, armé et casqué, les mains jointes, ayant à ses côtés deux écus aux armes de la famille de Cohorn avec la devis Nuntiant funera monstris. La sépulture de Pierre de Cohorn a été déplacée dans l'église Notre-Dame de Bon Repos.